# Église Saint-Martin de Grougis
L'église Saint-Martin de Grougis est une église située à Grougis, en France.

## Localisation
L'église est située sur la commune de Grougis, dans le département de l'Aisne.